# Pély Barna
Pély Barna (Budapest, 1975. november 26.) Máté Péter-díjas magyar zenész.

## Életpályája
Középiskolai tanulmányait 1990–1993 között végezte az esztergomi Temesvári Pelbárt Ferences Gimnáziumban, majd a budapesti Szent László Gimnáziumban érettségizett 1994-ben. 1996-tól a Liszt Ferenc Zeneművészeti Főiskola tanulója volt; 2000-ben diplomázott. 1998-ban megnyerte a TV2 Kifutó című tehetségkutató műsorát. 1999–2017-ben énekelt, gitározott a United együttesben. 2000-től a Lauschmann Gyula Jazz-szakközépiskolában tanít. 2000-ben a Magyar Rádió által megrendezett jazzének-versenyen 2. lett. 2003-tól a Megasztár tehetségkutató verseny zsűrijének tagja. 2010–2017 között a Kodolányi János Főiskola Művészeti Tanszékének tanára volt Székesfehérvárott. 2011–2017-ben a B the First zenekar frontembere. 2017-től szólókarrierbe kezdett.

## B the First
2011-ben Péterfi Attila, basszusgitárossal létrehozta önmegvalósító formációját, a B the First zenekart. Ehhez csatlakozott Kottler Ákos, dobos. 2012-ben jelent meg első nagylemezük The First címmel. Ezen az albumon Barnabás saját szerzeményei hallhatóak angol nyelven.
2014-ben megjelent a második nagylemezük, Mi ez kupleráj? címmel. Ezen az albumon már többségében magyar dalok kaptak helyet, és szövegíróként Barna mellett közreműködött: Varga Livius (Quimby, A Kutya Vacsorája), Egyedi Péter (Óriás), Péterfi Attila (B the First), és Fecske András István.

## Magánélet
Felesége Galambos Dorina énekes volt. 2013-ban házasodtak össze, 2018-ban elváltak.
2019-től menedzserével, Évivel él együtt. 2022-ben összeházasodtak.[forrás?]
2025.03.24-én megszületett lányuk, Abigél.

## Diszkográfia

### United
- Az első... (1999)
- A Nap felé (2001)
- Keserű Méz (2002)
- Graffiti (2004)
- www.united.hu (2008)

### B the First
- www.bthefirst.hu (2011)
- The First (2011)
- Mi ez a kupleráj? (2014)
- Festivalpositive (2015)

### Szólólemezek
- Improvised destiny (2017)
- Blue heart (2019)

## Díjai
- Artisjus-díj (2014)
- Story értékdíj (zenész kategória) (2017)
- Magyar Arany Érdemkereszt (2021)
- Máté Péter-díj (2025)